# Fosby
Fosby è un villaggio della Norvegia, situato nella municipalità di Aremark, nella contea di Østfold.